# Timothy Reed
Timothy James Reed (* 7. März 1985 in Lord Howe Island) ist ein ehemaliger australischer Triathlet. Er ist Sieger der Ironman-70.3-World-Championships (2016) und Ironman-Sieger (2016).

## Werdegang
Tim Reed startet seit 2009 als Profi-Triathlet. Er gilt als einer der stärksten Athleten auf der Laufstrecke und wird geführt in der Bestenliste australischer Triathleten auf der Ironman-Distanz.
Im September 2014 wurde er in Kanada Siebter bei den Ironman-70.3-World-Championships.
Im Dezember wurde er bei der Challenge Bahrain Dritter hinter den beiden Deutschen Michael Raelert und Andreas Dreitz. Bei diesem erstmals ausgetragenen Rennen wurden die bislang höchsten Preisgelder ausgeschüttet und Reed sicherte sich in einem sehr starken Starterfeld mit seinem dritten Platz 25.000 US-Dollar.
Im Mai 2016 gewann er den Ironman Australia. Im September konnte er sich in Mooloolaba im Zielsprint noch um zwei Sekunden vom Deutschen Sebastian Kienle absetzen und die Ironman 70.3 World Championship gewinnen.
Im Mai 2019 wurde er erneut nach 2017 Zweiter beim Ironman Australia.
Seit 2022 tritt Tim Reed nicht mehr international in Erscheinung.
Reed lebt mit seiner Frau und ihrem gemeinsamen Sohn in Byron Bay.

## Sportliche Erfolge
| Datum/Jahr    | Rang | Wettbewerb                           | Austragungsort | Zeit     | Bemerkung                                                                           |
| ------------- | ---- | ------------------------------------ | -------------- | -------- | ----------------------------------------------------------------------------------- |
| 2021          | 3    | Ironman 70.3 Augusta                 | Augusta        | 03:43:22 |                                                                                     |
| 12. Mai 2019  | 3    | Ironman 70.3 Vietnam                 | Đà Nẵng        | 03:52:14 |                                                                                     |
| 26. Aug. 2018 | 1    | Ironman 70.3 Sunshine Coast          | Sunshine Coast | 03:42:25 |                                                                                     |
| 13. Mai 2018  | 1    | Ironman 70.3 Vietnam                 | Đà Nẵng        | 03:54:55 |                                                                                     |
| 7. Apr. 2018  | 3    | Ironman 70.3 California              | Oceanside      | 03:53:08 |                                                                                     |
| 2018          | 2    | Ironman 70.3 Davao                   | Davao          | 03:52:26 |                                                                                     |
| 12. März 2017 | 3    | Ironman 70.3 Subic Bay Philippines   | Philippinen    | 03:50:17 |                                                                                     |
| 5. Feb. 2017  | 1    | Hell of the West Triathlon           | Queensland     | 03:38:42 | [ 4 ]                                                                               |
| 4. Sep. 2016  | 1    | Ironman 70.3 World Championship      | Mooloolaba     | 03:44:14 | Ironman 70.3 Weltmeister beim Ironman 70.3 Sunshine Coast                           |
| 8. Mai 2016   | 4    | Ironman 70.3 Vietnam                 | Đà Nẵng        | 04:08:46 |                                                                                     |
| 2. Apr. 2016  | 3    | Ironman 70.3 California              | Oceanside      | 03:52:40 |                                                                                     |
| 6. März 2016  | 3    | Ironman 70.3 Subic Bay Philippines   | Philippinen    |          |                                                                                     |
| 17. Okt. 2015 | 1    | Ironman 70.3 Port Macquarie          | Port Macquarie | 03:50:34 |                                                                                     |
| 10. Mai 2015  | 2    | Ironman 70.3 Vietnam                 | Đà Nẵng        | 03:55:44 | bei der Erstaustragung                                                              |
| 27. Feb. 2015 | 2    | Challenge Dubai                      | Dubai          | 03:46:35 | Zweiter beim ersten Rennen der „Challenge Triple-Crown-Serie“                       |
| 18. Jan. 2015 | 1    | Ironman 70.3 Auckland                | Auckland       | 03:49:53 |                                                                                     |
| 6. Dez. 2014  | 3    | Challenge Bahrain                    | Bahrain        | 03:39:26 | bei der Erstaustragung                                                              |
| 7. Sep. 2014  | 7    | Ironman 70.3 World Championship      | Mont-Tremblant | 03:47:07 |                                                                                     |
| 24. Aug. 2014 | 1    | Challenge Gold Coast                 | Gold Coast     | 02:35:50 | Sieger auf der Halbdistanz                                                          |
| 8. Juni 2014  | 2    | Ironman 70.3 Cairns                  | Cairns         | 03:51:22 |                                                                                     |
| 13. Juli 2014 | 1    | Vineman Ironman 70.3                 | Sonoma County  | 03:47:43 |                                                                                     |
| 29. Juni 2014 | 1    | Ironman 70.3 Buffalo Springs Lake    | Lubbock        | 03:59:58 |                                                                                     |
| 9. Feb. 2014  | 2    | Ironman 70.3 Geelong                 | Geelong        | 04:09:34 |                                                                                     |
| 24. Nov. 2013 | 1    | Challenge Forster                    | Forster        | 01:16:11 |                                                                                     |
| 8. Sep. 2013  | 5    | Ironman 70.3 World Championship      | Las Vegas      | 03:57:42 |                                                                                     |
| 18. Aug. 2013 | 1    | Ironman 70.3 Yeppon                  | Yeppoon        | 03:55:27 |                                                                                     |
| 9. Juni 2013  | 3    | Ironman 70.3 Cairns                  | Cairns         |          |                                                                                     |
| 11. Mai 2013  | 2    | Ironman 70.3 Busselton               | Busselton      | 03:48:29 |                                                                                     |
| 16. Dez. 2012 | 1    | Ironman 70.3 Canberra                | Canberra       | 03:40:13 |                                                                                     |
| 20. Okt. 2012 | 2    | Ironman 70.3 Mandurah                | Mandurah       |          | Australische Meisterschaften auf der Mitteldistanz (Australia Pro Championship)     |
| 19. Aug. 2012 | 1    | Capricorn Resort Ironman 70.3 Yeppon | Yeppoon        | 03:49:42 |                                                                                     |
| 24. Juni 2012 | 3    | 5150 New Orleans                     | New Orleans    | 01:58:45 | [ 6 ]                                                                               |
| 11. Dez. 2011 | 1    | Ironman 70.3 Canberra                | Canberra       | 04:00:46 | Sieger bei der Erstaustragung                                                       |
| 5. Nov. 2011  | 2    | Ironman 70.3 Port Macquarie          | Port Macquarie |          |                                                                                     |
| 18. Sep. 2011 | 3    | Ironman 70.3 Cancún                  | Cancún         |          |                                                                                     |
| 7. Aug. 2011  | 3    | 5150 New York                        | New York City  | 01:50:50 | [ 8 ]                                                                               |
| 7. Mai 2011   | 3    | Ironman 70.3 Busselton               | Busselton      |          |                                                                                     |
| 1. Mai 2010   | 2    | Busselton Half Ironman               | Busselton      |          | auf der halben Ironman-Distanz (1,9 km Schwimmen, 90 km Radfahren und 21 km Laufen) |
| 14. Dez. 2008 | 3    | Canberra Half Ironman Triathlon      | Canberra       | 04:19:41 |                                                                                     |
| 2008          | 3    | Capricorn Resort Half Ironman        | Yeppoon        |          |                                                                                     |

| Datum/Jahr    | Rang | Wettbewerb                                       | Austragungsort | Zeit     | Bemerkung                                                                                     |
| ------------- | ---- | ------------------------------------------------ | -------------- | -------- | --------------------------------------------------------------------------------------------- |
| 22. Aug. 2022 | DNF  | ITU Long Distance Triathlon World Championship   | Šamorín        | –        | ITU-Weltmeisterschaft auf der Triathlon Langdistanz                                           |
| 5. Mai 2019   | 2    | Ironman Australia                                | Port Macquarie | 08:09:51 | persönliche Bestzeit auf der Langdistanz                                                      |
| 7. Mai 2017   | 2    | Ironman Australia                                | Port Macquarie | 08:22:43 |                                                                                               |
| 1. Mai 2016   | 1    | Ironman Australia                                | Port Macquarie | 08:16:33 |                                                                                               |
| 4. März 2012  | 2    | Ironman New Zealand                              | Taupō          | 03:55:51 | Witterungsbedingt musste der Ironman auf verkürztem Kurs als Ironman 70.3 ausgetragen werden. |
| 11. Feb. 2012 | 1    | Falls Creek Triathlon                            | Australien     | 03:54:15 | Australischer Meister auf der Langdistanz – neben Melissa Rollison bei den Frauen             |
| 22. Feb. 2009 | 1    | OTU Long Distance Triathlon Oceania Championship | Huskisson      | 03:42:37 | Sieger der 20-24 Male AG                                                                      |
| 1. Dez. 2007  | 50   | Ironman Western Australia                        | Busselton      | 09:20:09 |                                                                                               |

(DNF – Did Not Finish)